# Ima VeAbaz
Ima VeAbaz (hébreu : אמא ואבאז, « Maman et Papas ») est un téléfilm israélien diffusé en 2012-2013 sur la chaîne Hot.

## Synopsis
La série raconte l'histoire de la conception et de la naissance d'un bébé voulu par deux hommes gays et leur amie hétérosexuelle.

## Distribution
- Maya Dagan : Talya
- Yiftach Klein : Erez
- Yehuda Levi : Sami
- Raymonde Abecassis : Yehudit
- Maor Ben-Harosh : Meni
- Aryeh Cherner : Shimi
- Dikla
- Hadas Kalderon : Puaa
- Rosina Kambus : Tova
- Shifra Millstein : Lidia
- Alon Neuman : Dr. Rothschild
- Shlomo Vishinsky : Aaron
- Uriel Yekutiel : Niso